# Dżiliza

S
Dżiliza – wieś w Armenii, w prowincji Lorri. W 2011 roku liczyła 136 mieszkańców.